# Røldal
Røldal er en bygd  i Odda kommune og tidligere selvstændig kommune i Vestland fylke i Norge. Bygden har 357 indbyggere 2012. Røldal stavkirke ligger her.

## Stednavnet
Navnet blev stavet på ulige måder i norrøn tid, såsom Rærykdal (1462) og Røgædal (1501). Flere tolkninger er mulige, bl.a. afledning af navnet på hovedelven gennem bygden, Røyrga, afledet af adjektivet røyrugr, enten af røyrr, "stendynge, røs" eller "siv". 

## Geografi
Røldal som stedsbetegnelse omfatter den gamle Røldal kommune, fra Bratlandsdalen i syd til højfjeldsområderne på Hardangervidda øst for Hellevassbu. Røldal er en af meget få fjeldbygder på Vestlandet og har haft en isoleret, men central beliggenhed. Røldal grænser til Odda og Ullensvang i Hordaland, Suldal og Sauda i Rogaland og Vinje i Telemark. Bygdens centrum ligger ved nordenden af Røldalsvatnet, og det er her, de fleste af Røldals noget over 500 indbyggere er bosat. Fra Røldal er der omtrent 28 kilometer til Nesflaten i Suldal og næsten 75 kilometer til Sand i Suldal. Europavei 134 går til byen Haugesund i vest og østover til Drammen over Haukelifjell.

### Fjelde i Røldal
Røldalområdet har mere end 50 bjergtoppe over 1000 meter (Primærfaktor min. 100 meter), og det højeste punkt i Røldal (og Odda kommune og Hardangerviddas højeste) er Sandfloegga, 1.721 moh. Andre kendte fjeldtoppe er Stavsnuten, Fjetlandsnuten, Solfonntaggen, Røldalssåto, Breifonn, Kistenuten og Holmanuten.

### Liste over fjelde i Røldal efter højde
| Nummer | Navn                           | Høyde (moh.) | P.F. (m) |
| ------ | ------------------------------ | ------------ | -------- |
| 1      | Sandfloegga                    | 1.721        | 544      |
| 2      | Nupsfonn                       | 1.691        | 201      |
| 3      | Solfonntaggen                  | 1.674        | 374      |
| 4      | Nupseggi                       | 1.673        | 103      |
| 5      | Sandfloegga, S for             | 1.671        | 101      |
| 5b     | Sandfloegga, V                 | 1.670        | 50       |
| 5c     | Solfonntaggen, V for           | 1.663        | 70       |
| 6      | Stavsnuten                     | 1.661        | 411      |
| 6b     | Store Nup, S-1                 | 1.660        | 80       |
| 7      | Fjeldtop øst for Trossovtjønni | 1.655        | 165      |
| 7b     | Nupsfonn, St.                  | 1.652        | 60       |
| 8      | Verjesteinsnuten               | 1.650        | 300      |
| 9      | Kistenuten                     | 1.648        | 318      |
| 10     | Middalsnuten                   | 1.640        | 250      |

### Gletchere og søer i Røldal
Der er flere mindre gletchere i Røldal med Breifonn som den mest kendte. Breifonn er Norges sydligste isbræ. Andre bræer omfatter Nupsfonn, dele af Solfonn og flere små sne- og isområder.
Røldalsvatnet og Valldalsvatnet er de to største søer i Røldal, begge godt 7 km². Det dominerende vandløb i Røldal er Storelva, som syd for Røldalsvatnet hedder Bratlandsdalselva. En storstilet udbygning af vandkraft i 1960'erne har påvirket de største elve i Røldal.

### Liste over søer helt eller delvis i Røldal efter areal
| Nummer | Navn                | Areal  | Højde over havet |
| ------ | ------------------- | ------ | ---------------- |
| 1      | Røldalsvatnet       | 7,418  | 380              |
| 2      | Valldalsvatnet      | 7 ,327 | 745              |
| 3      | Ståvatn/Ulevåvatnet | 6,491  | 979              |
| 4      | Votna               | 4,69   | 1020             |
| 5      | Kaldevatn           | 2,709  | 1205             |
| 6      | Hellevatnet         | 2,068  | 1162             |
| 7      | Øvre Sandvatn       | 1,98   | 1048             |
| 8      | Nedre Sandvatn      | 1,791  | 1034             |
| 9      | Holmavatnet         | 1,749  | 1204             |

## Historie
De første mennesker som kom til Røldal, opsøgte området på grund af nærheden til det gode vildrenområde efter sidste istid. Der er fundet fortidsminder tilbage til bronzealderen, blandt andet helleristninger i Ullsheller i Valldalen. Også i Seim i Røldal centrum er der fundet mange fortidsminder, og i dag er mindst tolv gravhøje fra bronzealderen stadig synlige.
Røldal stavkirke blev bygget omkring år 1250, og i denne tidsperiode menes det, at Røldal var et knudepunkt for transporten af jernmalm fra Telemark til kysten.
I 1755 indførtes en egen fattiglov for Bergens Stift, for at forhindre, at "uværdige fattige" ("lade og ørkesløse Betlere, samt andre omstrejfende, egenrådige og udydige Mennesker") fik nogen hjælp fra det offentlige, mens gamle, syge og andre trængende fik den nødvendige understøttelse.  Røldals fjerne beliggenhed gjorde, at kommissionen i Bergen opfattede Røldal som et "Asylum" for de "uværdige fattige", beskrevet som "ryggesløse Omstrippere, arbejdsføre Betlere og andet u-dueligt Folck". Man indskærpede, at disse enten måtte jages ud af Bergens Stift, alternativt indsættes i tugthuset i Bergen. 
I 1837 var Røldal et annekssogn til Suldal prestegjeld. Men da det var adskilt fra sit hovedsogn af en fylkesgrænse (Røldal tilhørte Hordaland, mens Suldal hovedsogn lå i Rogaland), måtte der oprettes et eget formandskabsdistrikt.
Røldal sognede til Stavanger Amt (Rogaland) frem til 1848, da det ble overført til Søndre Bergenhus Amt (Hordaland). Røldal kommune blev slået sammen med Odda kommune 1. januar 1964. Den havde da 676 indbyggere.
Røldal fik ikke elektricitet før 21. marts 1958, som den sidste kommune i Hordaland. Norsk Hydro havde købt rettighederne til vandfaldene i Røldals- og Suldalsvandløbene i 1950’erne, for at fremstille kraft til et planlagt aluminiumsværk. Hovedudbygningen foregik i perioden 1963 til 1968, samtidig med udbygningen af Hydros aluminiumsværk på Karmøy. Kraftværket blev fra først af hovedleverandør af kraft til aluminiumsværket, og kraften blev overført på egne linjer til Karmøy. 
I 1968 blev helårsvejen over Haukeli og mod Odda åbnet,  og dermed fik Røldal en stabil vejforbindelse hele året. Tidligere var vejen til Suldal i den stenskredsudsatte Bratlandsdalen  eneste vinteråbne vej til omverdenen.
Røldal er et af Norges ældste pilgrimsmål;  også et af de kendteste i middelalderen, på grund af stavkirkens helbredende krucifiks, som angiveligt svedte til Sankt Hans, og den sved havde undergørende kraft. I den senere tid er pilgrimsvandringerne genopstået, og Røldal er i dag landets vigtigste pilgrimsmål, målt i antal vandrere.
Røldal skicenter, som har 6 skitræk og 1 stolelift, er blandt de mest snesikre skicentre i Norge. Normal snedybde er mellem 2 og 4 meter. Røldal har de senere år haft Norges længste skisæson, og både i 2008 og 2009 startede skisæsonen i Røldal i begyndelsen af oktober. Skicenteret har siden årtusindskiftet bidraget til en væsentlig øget vinterturisme, og i 2012 besøgte 70.000 gæster alpinanlægget.

## Kvækerne
Med sin afsides beliggenhed fik Røldal lov til at etablere sin egen kvækermenighed.  Efter vedtagelsen af dissenterloven i 1845  var Røldal blandt de steder i Norge, hvor kvækerne fik bygget et forsamlingshus. 

## Bygdens klenodier
I modsætning til andre bygder fik Røldal sin egen "bondelensmand" i 1600-tallet.  Gravstenen over bondelensmanden Tore Helgesen (ca 1631-1705) opbevares endnu på en af gårdene. Han var gift med Brita Tolleivsdatter og leilending på Stavanger kongsgård, som var en del af krongodset. Da Christian 5. grundet gæld måtte omsætte en del af sit jordegods i 1673, købte Tore Helgesen gården Nedre Berge i Røldal for 80 rigsdaler.  Skødet er skrevet på kalveskind og opbevares af Helgesens efterkommere i et træfutteral. Det er enestående, fordi der ikke findes pantebøger for tinglyste dokumenter i norske statsarkiver før ud i 1700-tallet. 